# Disputa (escolástica)

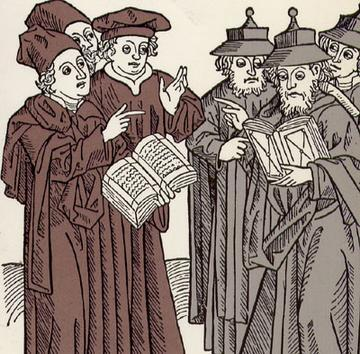
Uma disputa entre escolásticos judeus e cristãos, (1483).

No sistema escolástico de educação da Idade Média, disputas (em Latim: disputationes, singular: disputatio) ofereciam um método formal de debate designado para descobrir verdades na teologia e nas ciências. Regras fixas governavam o processo: elas demandavam dependência na tradição escrita de autoridade e o completo entendimento de cada argumento por ambas as partes.

## Disputas medievais

### Disputas inter-religiosas
Uma categoria significativa de disputas ocorreu entre teólogos cristãos e judeus como forma de debate tanto teológico quanto filosófico, e também de proselitismo. Frequentemente, o lado cristão era representado por um convertido judeu. Cristãos acreditavam que apenas a recusa dos judeus a aceitarem Cristo estava no caminho para a Segunda vinda de Cristo.[carece de fontes?]
A única maneira do lado judeu 'vencer' o debate era forçar um empate levando o lado cristão a uma posição em que era necessário negar o Velho Testamento para vencer, cometendo heresia.[carece de fontes?] De acordo com  Michael J. Cook, "Como 'vencer' o debate poderia prejudicar a segurança da comunidade judaica como um todo, considerações políticas certamente entravam no que os disputantes judeus diziam ou recusavam-se a dizer publicamente … Escritos oficiais destes procedimentos, então, podem não reproduzir o que realmente transpirou; em alguns lugares o que foi registrado não foi o que aconteceu, de fato, mas sim polêmica revisão cristã  após o fato.".

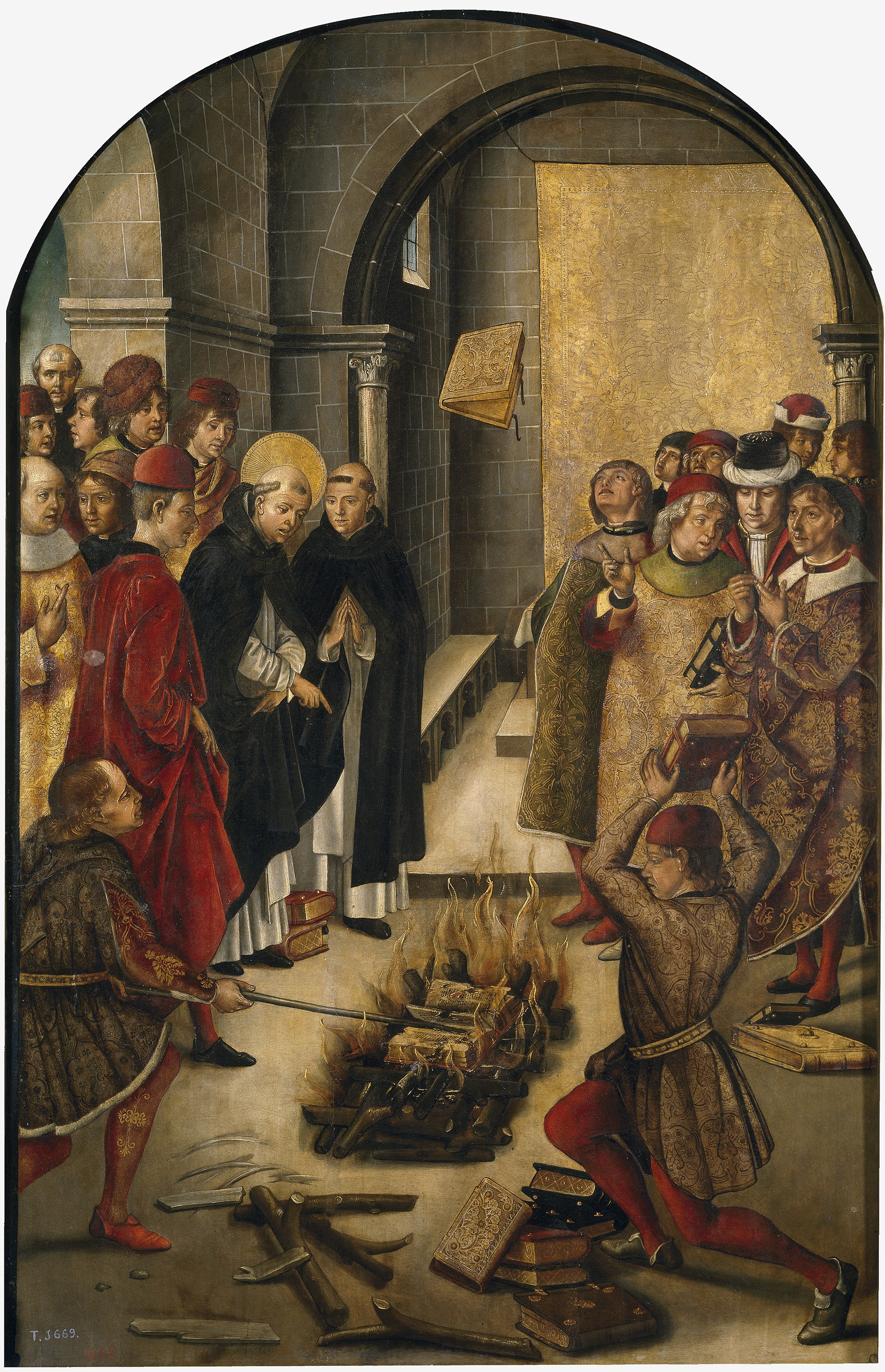
c. 1208. Esta pintura do século XV por Pedro Berruguete mostra a lenda de São Domingos de Gusmão e seu opositor albigense disputante jogando seus livro no fogo. O de são Domingos teria, miraculosamente pulado do fogo.

- 1240 — a Disputa de Paris durante o reinado de Luís IX de França (São Luís) entre um membro da Ordem dos Franciscanos Nicolas Donin, um convertido do judaísmo que persuadiu o Papa Gregório IX a emitir uma bula ordenando a queima do Talmude, e quatro dos mais distintos rabinos da França: Jehiel de Paris, Moisés de Coucy, Judá de Melun e Samuel ben Salomão de Château-Thierry. A comissão de teólogos cristãos condenaram o Talmud a ser queimado em 17 de Junho de 1244, 24 carretas de manuscritos judaicos foram queimados nas ruas de Paris.
- 1263 — a Disputa de Barcelona ante o rei Jaime I de Aragão: entre o monge Pablo Cristiani, um convertido do judaísmo, e o rabino Moshe ben Nachman (também conhecido como Nachmánides ou Ramban). Ao fim da disputa, o rei ofereceu a Nachmánides uma recompensa monetária e declarou que nunca antes havia escutado "uma causa injusta tão nobremente defendida"[2] Ainda assim, os Dominicanos clamaram vitória e Nachmánides foi exilado e suas conclusões dos procedimentos foram condenadas e queimadas. Um comitê apontado pelo rei censurou as passagens do Talmude que eles consideraram ofensivas.[3]
- 1375 — disputas públicas em Burgos e Ávila por Moisés Cohen de Tordesilhas com convertidos do judaísmo João de Valladolid e Abner de Burgos. Outra disputa por cerca do mesmo período em Pamplona entre Ibn Shaprut e o Cardal Dom Pedro de Luna, posteriormente Antipapa Bento XIII, sendo as disputas sobre o assuntos dos livros "'Ezer ha-Emunah" (de Moisés) e "Eben Boḥan".[4]
- 1413 — a Disputa de Tortosa na Espanha, realizada pelo Antipapa Bento XIII. Como resultado, o Papa deu instruções que todos os livros do Talmude fossem entregues aos seus funcionários para censura.

## Surgimento do Protestantismo (1518-1550)
Martinho Lutero iniciou a Reforma Protestante demandando uma disputa sobre suas 95 teses, em 31 de Outubro de 1517. Apesar de apresentada como um chamado para uma disputa escolástica comum, o debate oral nunca ocorreu.[carece de fontes?]

### Disputa de Heidelberg (1518)
Durante a convenção realizada em  Heidelberg em Abril de 1518, Lutero dirigiu uma disputa em 28 teses teológicas e 12 filosóficas. Ele foi bem sucedido em vencer contra Johannes Brenz e o dominicano Martin Bucer.

### Disputa de Leipzig (1519)
João Maier envolveu-se em uma disputa literária com Andreas Karlstadt e desafiou seu adversário a um debate público em Leipzig, apesar da faculdade da universidade abrir um protesto, e dos bispos de Merseburgo e Brandemburgo despacharem proibições e uma  excomunhão, a disputa tomou lugar sob a proteção do Duque Jorge da Saxônia. Maier foi a Leipzig com um acompanhante; Lutero e Karlstadt entraram na cidade com um exército de acólitos, a maioria estudantes. De 27 de junho a 4 de Julho de 1519, Maier e Karlstadt debateram a questão do livre-arbítrio e nossa habilidade de cooperar com a graça divina. Maier forçou seu antagonista a fazer admissões que atordoaram a nova doutrina luterana, e o próprio Lutero veio à frente para atacar o dogma da supremacia romana por direito divino. Ao debate sobre a primazia papal, sucederam-se discussões sobre Purgatório, indulgências, penitência, etc.. Em 14 e 15 de Julho, Karlstadt continuou o debate sobre o livre-arbítrio e boas obras. Finalmente, o Duque Jorge declarou a disputa encerrada, e cada disputante partiu, como era costume, clamando a vitória.
Das duas universidades às quais a decisão final foi reservada, a Universidade de Erfurt recusou-se a intervir e retornou os documentos; a Universidade de Paris julgou sobre os escritos de Lutero, anexando a cada uma de suas opiniões uma censura teológica. Lutero ganhou o apoio de Filipe Melâncton.
A Disputa de Leipzig foi a última ocasião onde o costume ancestral de jurar antecipadamente não avançar nenhum princípio contrário à doutrina católica foi observado. Em todos os debates subsequentes entre católicos e protestantes, o texto puro da Bíblia foi tomado como autoridade. Isto colocou os católicos em uma posição desvantajosa. Este foi particularmente o caso na Suíça, onde Ulrico Zuínglio e seus seguidores organizaram vários debates unilaterais sob a áugide das câmaras das cidades já convertidas ao protestantismo. Assim foram as disputas de Zurique (1523), Baden (1526) e Berna (1528). Em todas elas o resultado foi a abolição do culto católico e na sua opinião a profanação de igrejas e instituições religiosas.

### Dieta de Ratisbona (1541)
O Imperador Carlos V tentou trazer os problemas religiosos da Alemanha a um "término rápido e pacífico" através de conferências entre católicos e protestantes. Os protestantes proclamaram sua determinação a aderir à Confissão de Augsburgo e, além disso, formalmente repudiaram a autoridade do pontífice romano e "não admitiriam nenhum outro juiz da controvérsia senão Jesus Cristo"; tanto o Papa Paulo III quanto Martinho Lutero previram fracasso. Entretanto, como o imperador e seu irmão, o Rei Fernando, persistiam no propósito de um julgamento, o papa autorizou seu núncio Giovanni Girolamo Morone a dirigir-se a Speyer onde o encontro fora convocado para Junho de 1540. Como a praga assolava aquela cidade a conferência aconteceu em Haguenau. Nem o Eleitorado da Saxônia nem o Condado de Hesse puderam ser convencidos a comparecer. Filipe Melâncton estava ausente por doença. Os líderes dos teólogos protestantes foram Martin Bucer, Johannes Brenz, Oswald Myconius, Ambrosius Blarer e Urbanus Rhegius. Os líderes católicos foram Johann Faber, Bispo de Viena, e João Maier. João Calvino estava presente, então exilado de Genebra; ele apareceu como um agente confidencial do Rei da França. Após um mês, o Rei Fernando prorrogou a conferência para reunir-se novamente em Worms em 28 de Outubro.
Sem se abalar pelo fracasso da conferência Haguenau, o imperador fez esforços mais vigorosos para o sucesso do colóquio seguinte em Worms. Ele despachou seu ministro Antônio Perrenot de Granvela e Ortiz, seu enviado, para a corte papal. Este último trouxe com ele o jesuíta Pedro Fabro. O papa enviou o bispo de Feltre, Tommaso Campeggio, irmão do cardeal, e ordenou Morone a participar. Eles não deveriam tomar parte nos debates, mas foram para assistir a eventos de perto e relatar a Roma. Granvela abriu o evento em Worms em 25 de Novembro, com um discurso eloquente e conciliador. Ele descreveu os males acontecendo na Alemanha,  "uma vez a primeira de todas as nações em fidelidade, religião, piedade e adoração divina", e advertiu seus ouvintes que "todos os males que virão sobre ti e ao teu povo se, pelo apego teimoso a noções preconcebidas, vocês impedirem a renovação da concórdia, serão atribuídos a vocês como os seus autores." Em nome dos protestantes, Filipe Melâncton retornou "uma resposta intrépida"; ele jogou toda a culpa em cima dos católicos, que se recusariam a aceitar o novo Evangelho.
Uma grande quantidade de tempo foi gasta em dissensões sobre questões de ordem; finalmente foi decidido que Maier deveria ser o porta-voz dos católicos e Melâncton dos protestantes. A disputa começou em 14 janeiro de 1541. A Confissão de Augsburgo foi a base da conferência; a Confissão de Augsburgo de 1540 era um documento diferente da Confissão de 1530, tendo sido alterada por Melâncton para adequar-se à sua visão sacramentarista da Eucaristia. Maier e Melâncton batalharam quatro dias sobre o tema do pecado original e suas consequências, e uma fórmula foi elaborada a que ambas as partes concordaram, os protestantes com uma reserva.
Neste ponto Granvela suspendeu a conferência, a ser retomada em Ratisbona, onde o imperador havia convocado uma dieta ao qual prometeu comparecer em pessoa. Esta dieta, onde o imperador antecipou resultados brilhantes, foi iniciada 5 de Abril de 1541. Como legado do papa compareceu o Cardeal Contarini, assistido pelo núncio Morone. Calvino estava presente, ostensivamente para representar Luneburgo, mas na realidade para fomentar a discórdia pelo interesse da França. Como coparticipantes na conferência religiosa que se reuniu simultaneamente, Carlos nomeou João Maier, Julius von Pflugk, e Johann Gropper para o lado católico, e Felipe Melâncton, Martin Bucer, e Johann Pistorius para os protestantes. Um documento de origem misteriosa, o "Livro de Ratisbona", foi apresentado por Joaquim, Eleitor de Brandemburgo como base do acordo. Esta compilação, descobriu-se mais tarde, foi resultado de conferências secretas realizadas durante a reunião em Worms, entre os protestantes Bucer e Wolfgang Capito de um lado, Gropper e um secretário do imperador chamado Veltwick do outro. Ele consistia de vinte e três capítulos, nos quais foi feita uma tentativa de formular as doutrinas controversas em que cada parte podia encontrar os seus próprios pontos de vista neles expressos. O quanto Carlos e Granvela tiveram participação na sua elaboração é desconhecido; eles certamente sabiam e aprovaram. O "Livro" foi apresentado pelo eleitor de Brandemburgo ao julgamento de Lutero e Melâncton; seu tratamento desdenhoso foi um mau augúrio para o seu sucesso.
Quando foi mostrado para o legado e Morone, o último era por rejeitá-lo sumariamente; Contarini, depois de fazer uma série de emendas, notavelmente no artigo 14 enfatizando o dogma da Transubstanciação, declarou então que  "como uma pessoa privada", ele poderia aceitá-lo; mas como legado, ele deveria consultar os teólogos católicos. Maier garantiu a substituição de uma exposição mais concisa da doutrina da Justificação. Assim emendado, o "Livro" foi apresentado aos coparticipantes por Granvela para consideração. Os quatro primeiros artigos, tratando do homem antes da queda, o livre arbítrio, a origem do pecado e o pecado original, foram aceitos. A batalha começou de fato quando o quinto artigo, sobre justificação, foi atingido. Após longos e veementes debates, uma fórmula foi apresentado por Bucer e aceita pela maioria, redigida de forma a ser capaz de suportar uma interpretação católica e uma luterana. Naturalmente, não foi satisfatória para ambas as partes. A Santa Sé condenou e administrou uma repreensão severa a Contarini para não protestar contra ela. Não alcançaram-se maiores sucessos quanto aos outros artigos de importância.
No dia 22 de Maio a conferência terminou, e o imperador foi informado quanto aos artigos acordados e aqueles em que acordo era impossível. Carlos ficou muito desapontado, mas ele estava impotente para efetuar mais nada. O decreto conhecido como Ínterim de Ratisbona, publicado em 28 de julho de 1541, ordenando a ambas as partes a observância dos artigos acordadas pelos teólogos, foi desconsiderada por ambos os lados.
Igualmente sem resultado foi a última das conferências convocadas por Carlos em Ratisbona, em 1546, pouco antes da eclosão da Guerra de Esmalcalda.

## Disputas de Akbar, o Grande
Akbar, o Grande, o terceiro dos imperadores mogóis da Índia (1542-1605), mostrou uma atitude intolerante com os hindus e de outras religiões durante os primeiros anos de seu reinado, entretanto mais tarde exerceu tolerância para com as religiões não-islâmicas revertendo algumas das estritas leis da charia. Ele então iniciou uma série de debates religiosos onde estudiosos muçulmanos debateriam assuntos religiosos com os hindus, jainistas, zoroastristas e jesuítas católicos romanos portugueses. Ele tratou estes líderes religiosos com grande consideração, independentemente de sua fé, e reverenciava-os.

## Disputas na Bíblia
A palavra "disputa" ocorre duas vezes na Bíblia do Rei Jaime.
- "Tendo tido Paulo e Barnabé não pequena disputa e contenda contra eles, resolveu-se que Paulo e Barnabé, e alguns dentre eles, subissem a Jerusalém, aos apóstolos e aos anciãos, sobre aquela questão. (Atos 15:2)
- "Ora, quanto ao que está enfermo na fé, recebei-o, não em contendas sobre disputas." (Romanos 14:1)

## Na ficção
- Umberto Eco (1980) O Nome da Rosa, a história acontece durante uma disputa entre Franciscanos e Dominicanos sobre as riquezas da Igreja e se Jesus e os Apóstolos teriam quaisquer riquesas materiais.
- Hyam Maccoby (2001), The Disputation, Calder Publications Ltd, Paperback. ISBN 0-7145-4317-9.